# Awtury
Awtury (ros. Автуры, czecz. Эвтара / Evtara) – miejscowość w Rosji, w Czeczenii.